# Packstation
Packstation est un service consigne automatique déployé en Allemagne par l'entreprise postale DHL. Le service fournit des cabines automatiques pour des livraisons de colis que le destinataire peut retirer en libre-service 7 jours sur 7, 24h/24. Les cabines sont installées en intérieur et en extérieur dans des endroits tels que les centres commerciaux, les stations de métro et les entreprises. 

## Histoire
Projet pilote entre DHL, entreprise postale appartenant à la Deutsche Post, et KEBA, entreprise de services automatiques, l’initiative Packstation a été lancée en 2001 dans les villes de Mayence et Dortmund et a été rapidement[réf. nécessaire] élargi. Aujourd’hui[réf. nécessaire], il y a plus de 2 500 machines en Allemagne. Plus de deux millions[réf. nécessaire] de personnes utilisent ce service. Seuls les colis transmis par DHL Deutsche Post peuvent être livrés dans les Packstations[réf. nécessaire].

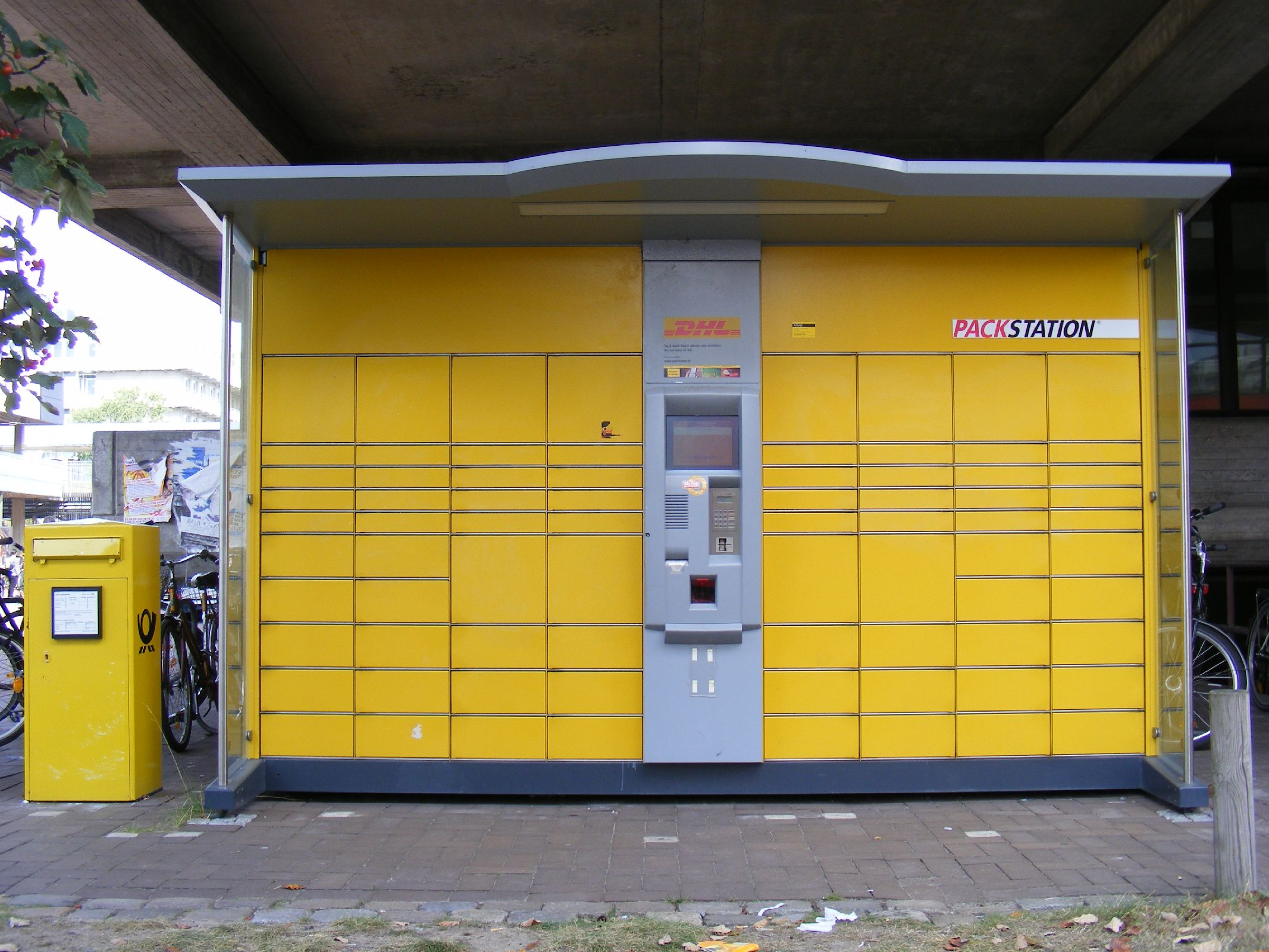
Packstation à Brême en Allemagne

Cette expérience fructueuse a depuis été étendue à d'autres pays[réf. nécessaire] d'Europe tels que la Finlande, le Danemark ou l'Estonie. En France, un service similaire appelé Cityssimo puis Pickup Station a été mis en service à partir de 2005 dans quelques grandes villes.

## Fonctionnalités
La Packstation de DHL a été créée pour résoudre le problème[réf. nécessaire] de la livraison à domicile, quand le destinataire n’est pas chez lui. Puisque le nombre d'achats en ligne augmente continuellement[réf. nécessaire] et que bien souvent les horaires de livraisons ne correspondent pas à l’emploi du temps des clients, il est essentiel pour des entreprises logistiques de suggérer des moyens de livraison autres que l'envoi par courrier ou le retrait à la poste. Les consoles automatiques offrent la possibilité de récupérer les colis commandés en ligne 7 jours sur 7 et 24 heures sur 24[réf. nécessaire]. Les Packstations sont entièrement financées par DHL et les clients n’ont pas besoin de payer de supplément pour accéder au service.
Pour utiliser ce service, il est nécessaire de s’enregistrer sur le site de DHL. La procédure implique la vérification de l'adresse et de l'identité de l'utilisateur, qui doit fournir un numéro de mobile en Allemagne. L'utilisateur a également besoin d'un smartphone car la procédure de retrait de colis nécessite l'utilisation de l'application mobile fournie par DHL.
Pour envoyer des paquets, il faut acheter le timbre postal[réf. nécessaire] correspondant à la poste, en ligne ou dans la machine Packstation sur place. On peut trouver l’adresse d’une machine immédiate sur le site de DHL ou à l'aide des applications mobiles officielles[réf. nécessaire]. Dimensions minimales du colis : 15 × 11 × 1 cm, maximales : 60 × 35 × 35 cm.
Les grandes stations peuvent être commandées via un écran, les petites stations uniquement via Bluetooth et l'application pour téléphone portable.